# Chrysosplenium forrestii
Chrysosplenium forrestii là một loài thực vật có hoa trong họ Saxifragaceae. Loài này được Diels miêu tả khoa học đầu tiên năm 1912.